# Mélytengeri agyaras hal
A mélytengeri agyaras hal (nevezik még ogre halnak is) (Anoplogaster cornuta) a nyálkásfejűhal-alakúak (Beryciformes) rendjébe, az Anoplogastridae családjába sorolt Anoplogaster nembe tartozó halfaj.

## Életmódja
Előfordul világszerte a mérsékelt és trópusi óceánokban. A mélység lakója, hiszen 2-től 4992 méterig fordul elő. Felnőtt példányai 500-2000 méteren tartózkodnak, míg a fiatalabbak közelebb vannak a felszínhez. A méretét tekintve 18 centiméter nagyságúra nő meg. Ragadozó életmódot folytat, tápláléka rákokból és felnőtt korban már halakból is áll. Nincs halászati jelentősége, a nagyobb ragadozó halak kedvenc táplálékhala.

## Fordítás
- Ez a szócikk részben vagy egészben  az   Anoplogaster cornuta című angol Wikipédia-szócikk ezen változatának fordításán alapul.  Az eredeti cikk szerkesztőit annak laptörténete sorolja fel. Ez a jelzés csupán a megfogalmazás eredetét és a szerzői jogokat jelzi, nem szolgál a cikkben szereplő információk forrásmegjelöléseként.